# Justicia trichocarpa
Justicia trichocarpa är en akantusväxtart som beskrevs av Imlay. Justicia trichocarpa ingår i släktet Justicia och familjen akantusväxter. Inga underarter finns listade i Catalogue of Life.